# 鎮海 (水上機母艦)
鎮海(ちんかい、ウェード式：Chen Hai)は、中華民国海軍の一派である東北海軍の水上機母艦である。 もともとはドイツの輸送船または商船であったが、第一次世界大戦中に協商国の中国に売却、その後海運会社に売却され、商船として使用され続けた。 東北海軍の初期には、奉天派 に購入され砲艦に改造され、鎮海の名で東北海軍に加わり、1925年頃に改装され、いわゆる「航空母艦」に分類が変更された。 1937年12月、日中戦争の最中、弱小である東北海軍ははるかに優勢な日本海軍に対抗することができず、青島港沖で鎮海を自沈させることを余儀なくされた。
鎮海の航空能力は極めて限定的であったが（文字通り「空母」は航空母艦を意味するが、実際は水上機母艦に過ぎなかった)、中国史上初にして唯一の実戦経験（中華民国海軍初の水上艦戦、初の艦載機による空襲、初の上海空襲を持つ「空母」であり、共和国海軍航空隊の発展にとって重要な存在であった。 中国史上初にして唯一の実戦経験、（中華民国海軍初の水上艦戦、初の艦載機による空襲、初の上海市空襲）を持つ「空母」であり、後年の中華民国海軍航空隊の発展にとって重要な布石となった。
中華民国以前にも、清朝には1867年と1871年にそれぞれ建造された木造砲艦で 「鎮海」の名を持つ2隻の軍艦があったが、この艦名は最初の2隻のうちの1隻から直接継承されたものではなく、中華民国政府が北京で奉天派の長であった張作霖（ちょうさくりん）に授与した 「鎮威提督」（镇威上将军）の称号に由来する。 「鎮威提督」（鎮海の他に、旧日本軍の廃船となった商船広利を改造した威海という砲艦があった)。

## 概要

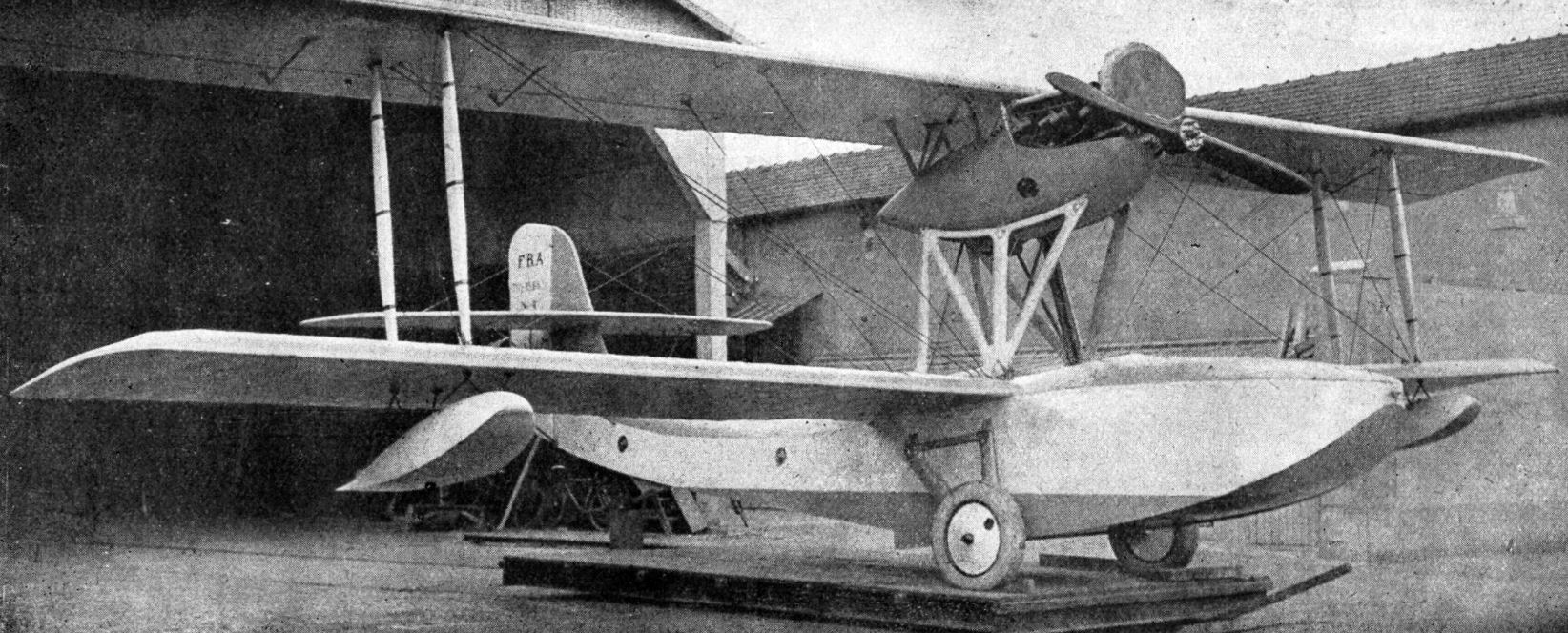
艦載機FBA 19

1922年4月、第一次時期奉戦争が勃発し、奉天軍は不利な戦いで関外からの撤退を余儀なくされた。 その時、北京政府の中央海軍は巡洋艦海容と海籌を含む多くの軍艦を派遣し、秦皇島付近で退却する東北軍を砲撃し、東北軍に大きな脅威を与えた。 1922年8月、制海権の重要性を感じていた奉天体制の指導者である張作霖は、沈鴻列を任命して独自の海軍を建設させた。 しかし、軍艦のコストが高く、軍閥の領土だけでは正規の軍艦を直接購入できないことは明らかであり、沈鴻列ははるかに安価な商船に目を向けることになる。
この船は元々ドイツ製の商船マニラで、排水量2,708トン、速力12ノット（時速22km）であった。 第一次世界大戦中、煙台鄭州海運会社がこの船を買収した。 沈紅麗は23万銀元を調達して商館から船を購入し、改装を行った。 改装後、この船の速力は10.8ノット（時速20.0キロメートル）まで落ちたと思われる。
1925年から1926年初頭にかけて、東北海軍は本艦に航空設備を改修し、「航空母艦」とした。 改装後、本艦は1機または2機の水上機 - FBA 19 - を搭載することができたが、当時の限られた技術能力のため、本艦は航空機カタパルトを装備しておらず、水上機の吊り上げと解放にはクレーンを使用することしかできず、水上機の格納と解放の際には全艦を停止させる必要があった。この仕様は華甲にも引き継がれている。

## 艦歴
マニラは1904年3月23日にドイツのブレーメン造船所で建造された。 初期の記録は残っていないが、1917年、中国がドイツに宣戦布告する前夜、ドイツの船主はこの船を中国のロシア企業に転売した。 ロシア革命後、鄭州汽船会社がこの船を購入し、祥利と改名した。 1923年7月、東北海軍がこの船を購入し、鎮海と改名すると同時に改装を進めた。 奉天系の造船・整備能力の不足により、鎮海は当時日本の占領下にあった旅順で改装する必要があった。 
1924年9月、第二次直奉戦争が勃発し、直隷派傘下の渤海艦隊は営口と胡蘆島方面で直隷派軍を支援した。 東北海軍は鎮海と威海衛の2隻しかなく、戦力差からこの2隻は戦闘を避けた。 渤海艦隊は作戦中に哨戒艇「水寮」を拿捕し、出港した。 鎮海は秦皇島に乗り込み、「綏寮を返せ」というスローガンを掲げてデモを行ったが、無傷で脱出した。 間もなく、馮玉祥は東北海軍に背を向け、紫梁軍は国境の外から関州に退却した。 鎮海は東北水軍の行動に参加し、秦皇島周辺で退却する紫梁軍を砲撃した。
1925年11月、直隷派の孫伝芳は五省連合軍を設立し、抗奉戦争を開始した。 東北海軍は迅速に対応し、11月9日から10日にかけて、鎮海と威海の砲艦が武松と乍浦を砲撃し、孫氏の進撃を食い止めた。 
1926年3月、東北海軍水上機隊が発足。 同年、鎮海はシュレックFBA-17水上機2機を搭載できる水上機母艦（当時は「航空母艦」）に改装された。
1927年、東北海軍は旧渤海艦隊を併合し、一連の再編成を行った。 水上機集団は海軍航空集団と改称された。 鎮海は第一艦隊の第一戦闘集団に編入された。
同年3月14日、北洋政府海軍総司令官楊淑光が、旧閩船団を率いて国民革命軍に合流した。 圧力を感じた東北海軍は、巡洋艦海圻を鎮海とともに派遣し、奇襲をかけた。 海圻は煙突に偽装を施し、イタリアの軍艦に見せかけ、「鎮海」は商船に塗装され、「大昌」という偽名をつけ、普通の商船に偽装した。3月26日、2隻は出港し、3月27日未明に烏松港に接岸した。 東北海軍は楊淑庄がまだ海筹に座乗していると勘違いしたため、二隻の船は海筹に奇襲をかけ、海筹に20発以上の弾丸を命中させ、20人以上の死傷者を出した。 横付けされた応瑞は急いで上流に退却した。 リーダー格の凌霄は、日の出後は海が干上がるため、うまく船から脱出するのは難しいと心配し、海圻に退却を命じた。 鎮海は旗艦の信号を感知せず、輸送船靖安への砲撃を続けた。 應瑞は鎮海が一隻であることに気づき、攻撃に備えて反転した。 鎮海は港から撤退し、応瑞は港から追いかけることはなかった。 日の出後、海圻と鎮海は長江河口外で砲艦江利を迎え撃ち、拿捕した。 
同年5月18日、東北海軍は海圻、肇和、鎮海、威海の4隻で再び武松口を攻撃しようとしたが、閩軍艦隊は堅く防御し、4隻は勝利することができなかった。7月22日、鎮海と威海は再び連雲港付近を攻撃し、鎮海は艦載機を放ち、海石、新浦などに航空攻撃を仕掛けた。 鎮海は帰途、別の輸送船を妨害し、多くの三民主義宣伝パンフレットと軍需物資を拿捕した。 8月4日、肇和と海琛の山東船員が反乱を起こし、東北海軍の海圻、鎮海、定海が鎮圧のため青島に到着した。 9月3日、鎮海ら4隻の軍艦は再び武松口付近に侵入し、鎮海は上海の江南造船所に空襲をかけた。 空襲そのものによる被害は少なかったが、上海が空襲を受けたのは初めてのことであり、かなりのパニックを引き起こした。
1928年5月3日、海圻、鎮海などの東北軍艦は再び上海を攻撃した。 6月3日、張作霖は黄姑屯事件で戦死し、同年12月29日、張学良は中国東北部の国旗変更を宣言し、鎮海は名目上、中国東北海軍と共に中央海軍に合流した。 その後、鎮海は長い間、胡蘆海軍警察学校の練習艦として使用された。 
1930年3月18日、中国とイギリスは「威海の引渡しと取得に関する特別条約と協定」に調印し、中国は威海の主権を回復した。10月1日、威海偉管理処の王家楨外務次官と徐祖善は、東北海兵隊を伴って海圻号と鎮海号で威海に向かい、これを受け取った。 
1933年7月5日、雪家灘事件が勃発し、海圻、肇和、海琛の3隻が反乱を起こし、東北海軍から離脱した。 この事件の後、東北海軍は3隻の大型艦を失い、再び旧鎮海を主力艦としなければならなくなった。 
1937年7月7日、盧溝橋事件が勃発した。 この時、沈鴻烈はすでに青島海軍と陸軍の総司令官であり、彼の指揮の下、12月26日、第三艦隊司令官謝剛哲は、青島の小さな港の埠頭沖で鎮海と他の船を沈める自沈作業を開始した。 戦後、青島港湾当局は鎮海を引き揚げ、解体した。
自沈作戦に先立ち、東北水軍は鎮海などの艦砲と機銃を解体し、水軍砲総艦隊を編成し、青島を先に出発して前線に向かい、陸上で日本との戦闘に参加した。 同年10月21日、水軍砲総隊は玉城の頭徽江に架かる鉄橋で、海軍砲を搭載した日本軍の装甲列車2両を撃破した。 元の鎮海から撤去された砲がこの戦闘で使われた可能性がある。 

## 歴代艦長
- 凌霄 ：1923年下半期
- 方念祖 ：二代目、時期不明